# Somlyódy László
Somlyódy László (Kecskemét, 1943. szeptember 30. –) Széchenyi-díjas magyar vízépítő mérnök, gépészmérnök, egyetemi tanár, a Magyar Tudományos Akadémia rendes tagja. Kutatási területe az áramlástan, a vízminőségi modellezés és a diszperziós mérések. 1990 és 1991 között a VITUKI főigazgatója. Dédapja Thirring Gusztáv (1861–1941) statisztikus, demográfus, akadémikus.

## Életpályája
1962-ben kezdte meg egyetemi tanulmányait a Budapesti Műszaki Egyetem Gépészmérnöki Karának áramlástechnika szakán, ahol 1967-ben szerzett gépészmérnöki diplomát. Ezt követően a Szellőzőművek fejlesztőmérnöke lett. Emellett 1967 és 1970 között félállásban az MTA Áramlástechnikai Munkaközösség kutatója volt. 1972-ben a Vízgazdálkodási Tudományos Kutatóintézethez (Vituki, ma Környezetvédelmi és Vízgazdálkodási Kutatóintézet) ment, ahol tudományos munkatársi beosztásban kezdett el dolgozni. Később főmunkatársként, illetve tudományos tanácsadóként dolgozott. 1983–1984-ben a Vituki Vízépítési Intézete igazgatóhelyettese, 1985 és 1989 között pedig a Vízminőség-védelmi Intézet igazgatója volt. 1990-ben a Vituki főigazgatójává nevezték ki, tisztségét egy évig töltötte be. Ezt követően kutatóprofesszori megbízást kapott. 1994-ben távozott az intézettől. 1992-ben a Budapesti Műszaki Egyetem (ma: Budapesti Műszaki és Gazdaságtudományi Egyetem) Építőmérnöki Karán kapott egyetemi tanári kinevezést a vízellátás-csatornázás tanszékére. 1996-ban bízták meg a tanszék vezetésével, amelyet a tanszék vízi közmű és környezetmérnöki tanszékké történt átszervezése után is megtartott. 1997 és 2000 között az Építőmérnöki Kar tudományos dékánhelyettese volt. 1998-ban megalapította az MTA és a BME Vízgazdálkodási Kutatócsoportját, amelynek vezetésével is megbízták. 1998 és 2001 között a Széchenyi professzori ösztöndíjjal kutatott. 1980 és 1982 között, valamint 1991 és 1996 között a laxenburgi Nemzetközi Alkalmazott Rendszerelemző Intézet projektvezetője volt.
1978-ban védte meg a műszaki tudományok kandidátusi, 1985-ben akadémiai doktori értekezését. Az MTA Környezettudományi Bizottságának, a Vízgazdálkodás-tudományi Bizottság és a Hidrológiai Tudományos Bizottság tagja lett. 1990-ben a Magyar Tudományos Akadémia levelező, 1998-ban pedig rendes tagjává választották meg. 1999 és 2008 között a Műszaki Tudományok Osztálya elnöke volt, ezzel az MTA elnökségében is részt vett. 2008-ban elindult az MTA elnöki pozíciójáért, de alulmaradt Pálinkás Józseffel szemben. 1998 és 2001 között a Magyar Akkreditációs Bizottság alelnöke, valamint 1996 és 2000 között az Országos Környezetvédelmi Tanács tagja volt. Emellett a Hidrológiai Társaság és a salzburgi Tudományos és Művészeti Akadémia is felvette tagjai sorába. A Magyar Szennyvíztechnika Szövetség és Tudomány- és Technológiapolitikai Tanácsadó Testület elnöki teendőivel is megbízták. Az Acta Technika, a Vízügyi Közlemények és az Environmental Software szerkesztőbizottságába is bekerült.

## Munkássága
Fő kutatási területei az áramlástan, a szennyezőanyagok elkeveredési folyamatának felszíni vizekben történő vizsgálata, valamint folyók és tavak vízminőségének szabályozása.
Nevéhez fűződik az axiálventilátorok (azaz a tengelyes rotációjú ventilátor) korszerű tervezésére kialakított módszer megalkotása. Számos diszperziós mérést (egyfajta optikai típusú mérés) a Dunán és más magyarországi folyón. Egyes összetett környezeti problémák elemzésére kialakított egy, a dekompozíció (felbomlás) és az aggregáció (felhalmozás) elvén alapuló módszert. A vízminőségi szabályozási területen belül vízminőségi modelleket és ehhez kapcsolódó költség-hatékonysági stratégiákat dolgozott ki, elsősorban kelet-közép-európai vizekkel és vízgyűjtőkkel kapcsolatban. Ezenkívül foglalkozott a tavak eutrofizálódásának (azaz a tavakban található többlettápanyag hatására történő növényi elszaporodásának) szabályozásával, valamint matematikai modellek és a rendszerelemzés módszereinek alkalmazásával az áramlástan és a tavak vízminőségi szabályozásával kapcsolatban.
Több mint százhatvan tudományos publikáció, ebből tizenegy könyv szerzője vagy társszerzője. Művei magyar és angol nyelven jelennek meg.

## Díjai, elismerései
- Vitális-díj (1986)
- Gábor Dénes-díj (1999)
- Széchenyi-díj (2002)
- Deák Ferenc kutatási díj (2002, Pro Renovanda Cultura Hungariae)
- Hazám-díj (2009)
- Pro Renovanda Cultura Hungariae Alapítvány fődíja (2010)
- A Magyar Köztársasági Érdemrend középkeresztje (2010)
- Reitter Ferenc-díj (2014)

## Főbb publikációi
- Dispersion Measurement on the Danube (1977)
- An Approach to the Study of Transverse Mixing in Streams (1982)
- Water Quality Modelling: A Comparison of Transport-Oriented and Ecology-Oriented Approaches (1982)
- A Balaton eutrofizálódása.  Egy rendszerszemléletü kutatás eredményei (1983)
- Stochastic Optimization Models for Lake Eutrophication Management (társszerző, 1988)
- Modeling and Managing Shallow Lake Eutrophication. With application to Lake Balaton (társszerző, 1986)
- Vízminőség-szabályozás az ezredfordulón (1991)
- Remediation and Management of Degraded River Basins with Emphasis on Central and Eastern Europe (társszerk., 1995)
- Vízminőség-modellek: A tervezés és előrejelzés dilemmája (1999)
- A hazai vízgazdálkodás stratégiai kérdései (szerk., 2000)
- Sciences and Arts in Hungary, 1848–2000 (Somlyódy Nórával, 2002)